# Astragalus vegetus
Astragalus vegetus är en ärtväxtart som beskrevs av Aleksandr Andrejevitj Bunge. Astragalus vegetus ingår i släktet vedlar, och familjen ärtväxter. Inga underarter finns listade i Catalogue of Life.